# Neoheteronyx brevicoxis
Neoheteronyx brevicoxis är en skalbaggsart som beskrevs av Lea 1924. Neoheteronyx brevicoxis ingår i släktet Neoheteronyx och familjen Melolonthidae. Inga underarter finns listade i Catalogue of Life.